# Hule

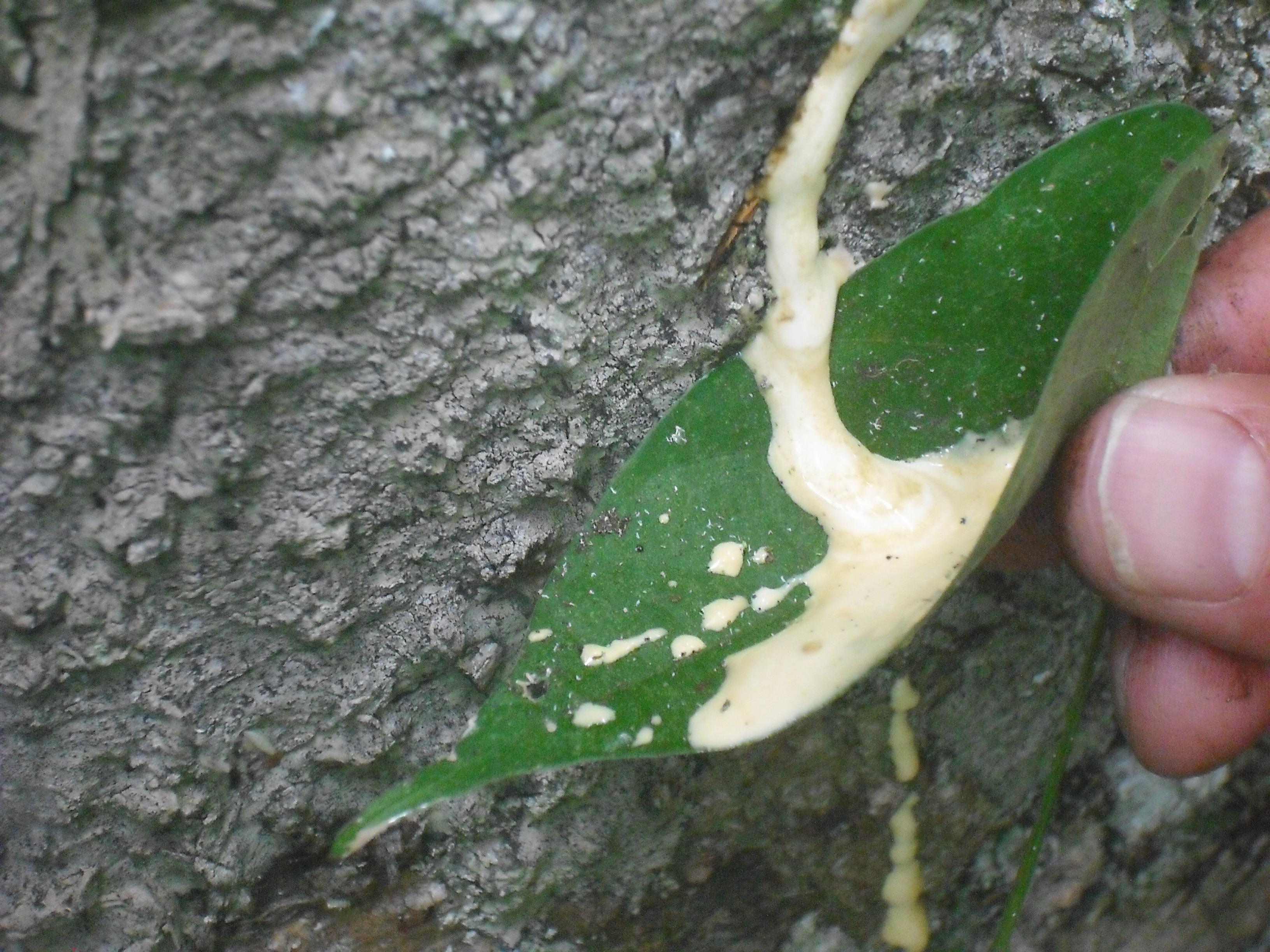
Savia escurriendo.

El hule es un polímero natural o sintético, en el primer caso hecho de la savia de plantas específicas, como por ejemplo la Castilla elastica (en honor a  Juan Diego del Castillo, botánico en la Real Expedición Botánica a Nueva España entre 1787-1803). El hule fue un material utilizado por la industria para fabricar productos plásticos como pelotas, juguetes, etc. Con la llegada del plástico en el mundo entero incluso sólo se usó anecdóticamente la palabra para nombrar al «hule sintético». Consiste en un polímero (moléculas  formadas de cadenas de monómeros de diversas formas) elástico, repelente al agua y con resistencia eléctrica.
Se puede formar componentes de hule por medio de extrusión o moldeo por inyección similar al proceso de elaboración de plásticos termoelásticos. Se calientan los moldes, y bajo la alta presión y temperatura el azufre agregado (en una forma no reactiva) reacciona con los polímeros entrelazándolos, para que los elastómeros se conviertan a hule. Los enlaces de azufre son tan duraderos que no hay manera de revertir este proceso y por lo tanto todos los desechos de la producción de productos de hule no son reciclables para moldeo repetido. Los desechos de la producción de hule se venden a bajo precio para uso como relleno dentro de asfalto de carreteras y también es usado como aislante del calor.